# Vitkronad kägelnäbb
Vitkronad kägelnäbb (Conirostrum albifrons) är en fågel i familjen tangaror inom ordningen tättingar.

## Utseende
Vitkronad kägelnäbb är en liten tangara med tunn och spetsig näbb. Hanen är mörkt blåaktig med koboltblått på skuldran och övergumpen. Hjässan är blå i söder, vit i norr. Honan är mycket annorlunda, med olivgrön ovansida, grått på huvud och bröst samt gult på buken. Hjässan är blå, men det kan vara svårt att se. 

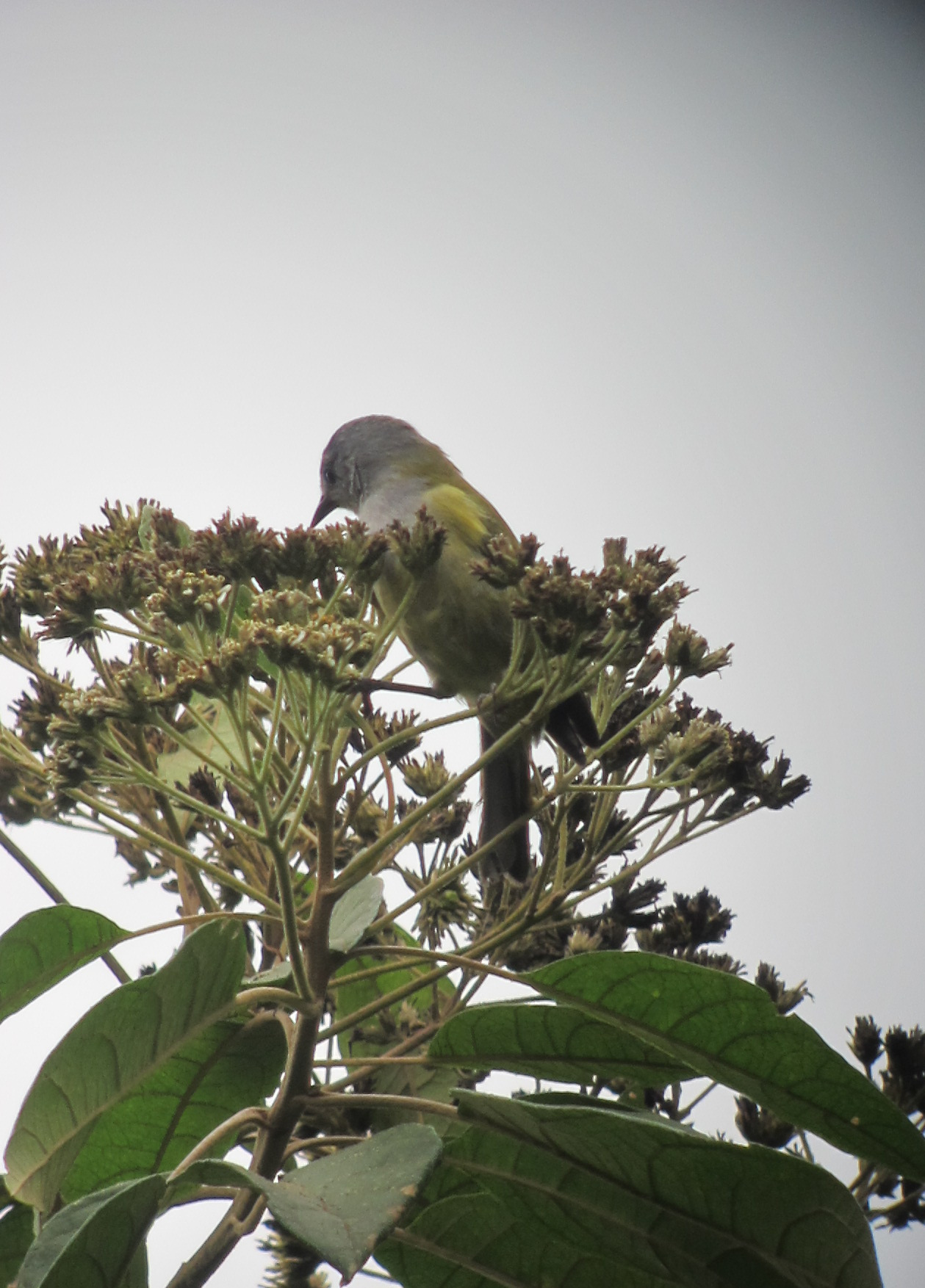

## Utbredning och systematik
Vitkronad kägelnäbb är vida spridd i Anderna i Sydamerika, från Colombia och Venezuela söderut till Bolivia. Den delas in i sex underarter fördelade i två grupper, med följande utbredning:
- albifrons-gruppen
  - Conirostrum albifrons albifrons – centrala och östra Anderna i Colombia och västra Venezuela (Táchira)
  - Conirostrum albifrons centralandium – centrala Anderna i Colombia (Antioquía till Cauca)
  - Conirostrum albifrons cyanonotum – kustnära berg i norra Venezuela (Aragua och Caracas (Distrito Federal))
- atrocyaneum-gruppen
  - Conirostrum albifrons atrocyaneum – Anderna i sydvästra Colombia, Ecuador och norra Peru
  - Conirostrum albifronssordidum – Anderna i södra Peru (Junín) till västra Bolivia (La Paz)
  - Conirostrum albifrons lugens – yungas i östra Bolivia (Cochabamba och Santa Cruz)

## Levnadssätt
Vitkronad kägelnäbb hittas i subtropiska zonen i Anderna. Där slår den ofta följe med kringvandrande artblandade flockar. Fågeln känns då lätt igen genom flitigt vippande på stjärten.

## Status och hot
Arten har ett stort utbredningsområde, men tros minska i antal, dock inte tillräckligt kraftigt för att den ska betraktas som hotad. Internationella naturvårdsunionen IUCN listar arten som livskraftig (LC).